# Stolen (band)
Stolen is een electropopband, uit het Chinese Chengdu.
De naam betekent in het Chinees betekent mysterieus, heimelijk en donker.
De zeskoppige band haalt vooral hun invloed uit groepen als Joy Division, Portishead, Blur, Massive Attack, Kraftwerk, New Order en Radiohead .
Hun laatste album Fragment uit 2018, werd opgenomen in Berlijn en geproduced door Mark Reeder. Het openingsnummer, Chaos, werd eerder gereleased als single en kende verschillende remixes.

## Live
Stolen had hun eerste Europese tournee als voorprogramma in de 2019 Europese tour van New Order in Praag, München, Berlijn, Parijs, Brussel en Amsterdam.

## Discografie

### Albums
| Titel    | Releasedatum | Label           |
| -------- | ------------ | --------------- |
| Loop     | 2015         | D Force Records |
| Fragment | 7-08-2018    | MFS             |

### Singles
| Titel | Releasedatum | Label           |
| ----- | ------------ | --------------- |
| Loop  | 2015         | D Force Records |
| Chaos | 2018         | MFS             |